# Kralj Vrba
Kralj Vrba je slovenska ljudska pravljica. Zapisal jo je Anton Hren, pod psevdonimom Kontler in Kompoljski,  v Narodnih pravljicah iz Prekmurja, ki jih je v dveh delih (1923 in 1928) založil »Učiteljski dom« v Mariboru. V svojo zbirko Slovenske ljudske pripovedi jo je leta 1970 uvrstila Kristina Brenkova, z risbami pa je knjigo opremila ilustratorka Ančka Gošnik Godec.

## Vsebina
Siromašni in dobrosrčni čevljar je Kristusu in svetemu Petru zakrpal čevlje in ju prenočil, ne da bi zahteval plačilo. Že naslednji dan mu je pogorela hiša. Z ženo in otrokoma je odšel po svetu. Ko so prišli do reke, si je žena z otroki ni upala prečkati. Mož je zato šel svojo pot, žena je otroka pustila ribiču, sama pa šla služit v bližnjo vas. Siromašni čevljar je prišel v mesto, v katerem so ravno volili novega kralja. Ker je bil slabo oblečen in se je bal, da ga bodo izgnali, se je skril v votlo vrbo in opazoval dogodek. Velikaši se niso mogli odločiti, kdo bo kralj. Sklenili so, da bodo metali krono v zrak. Komur bo padla na glavo, ta bo novi kralj. Trikrat so jo vrgli in vsakič je padla na vrbo. Odločili so, da bo vrba novi kralj. Ko so jo hoteli posekati in prenesti v palačo, je na presenečenje vseh iz nje zlezel čevljar. Proglasili so ga za kralja in zahtevali, da se poroči. Kralj ni mogel pozabiti svoje žene, zato se je odločil, da se mu morajo ob izboru predstaviti vse ženske iz kraljestva, a njegove žene ni bilo med njimi. Nenazadnje so našli tudi kraljevo ženo, ki je pri bogatem kmetu delala kot služkinja, in jo napotili k njemu. Tako sta se čevljar in njegova žena ponovno srečala. Kot kralj in kraljica sta uspešno vladala kraljestvu, k sebi sta vzela tudi svoja otroka, ribiča pa sta nagradila.

## Analiza pravljice
Avtor
- neznan, ustno izročilo

Pripovedovalec
- tretjeosebni/vsevedni

Osebe
- nimajo imen - značilnost pravljic
- glavne: čevljar, čevljarjeva žena
- stranske:sveti Peter, Kristus, sin, hčerka, ribič, velikaši

Književni prostor
- neznan

Književni čas
- Neznan

Motivi
- dobrota (čevljar zakrpa čevlje ter prenoči svetega Petra in Kristusa, ne da bi zahteval plačilo)
- revščina

Motiv za dogajanje
- revščina - želja po izboljšanju gmotnega položaja

Ključni dogodki
- Krpanje čevljev Kristusu in svetemu Petru in njuna prenočitev
- Čevljarjeva hiša zgori
- Družina se po božji volji napoti po svetu
- Čevljar, skrit v vrbi, je po božji volji izvoljen za kralja

Primerjava
- Večja reveža kakor jaz

Pravljično število 3
- Žena gre služit v tretjo vas
- Krono vržejo trikrat v zrak
- V zraku se krona trikrat zavrti

Arhaizmi
- siromak
- pristavi
- godi
- vprašuje
- ono
- bogve
- ondi
- izpraševali
- spozna

Vrsta pravljice
- Čudežna

Nasprotja
- Revščina - bogastvo
- Nesreča - sreča

Konec
- Srečen

Sporočilo
- Dobrota je poplačana

## Interpretacija dela

### Interpretacija vsebine poVladimirju Proppu
Enemu od družinskih članov nekaj manjka
- Družina živi v revščini, ko zgori hiša, so brez vsega.

Junak zapusti dom
- Čevljar odide z družino v svet, ko jim zgori hiša.

Junaka nekdo prenese, dostavi ali dovede na kraj, kjer je objekt iskanja
- Čevljar preči reko na deski.

Junak prejme čudežno sredstvo
- Zgodi se božja volja - krona trikrat pade na vrbo, v kateri je skrit čevljar, kot zahvala Kristusa in svetega Petra.

Junak prispe domov ali v drugo deželo, ne da bi ga prepoznali
- Čevljar pride v kraljestvo, v katerem živi tudi njegova žena kot služkinja, a ne ve, da je kralj njen mož.

Junaka prepoznajo
- Žena prepozna svojega moža.

Junak dobi novo podobo
- Mož ni več reven čevljar.

Premostitev prvotne nesreče
- Premostitev revščine, postanejo bogati.

Junak se poroči in zasede cesarski prestol
- Čevljar, zdaj kralj, se poroči s svojo ženo.

### Interpretacija  glavnih likov
Čevljar: glavni junak, siromašen, a dobrosrčen, veren in  vdan v usodo. Prizadeva si za blagostanje svoje družine, kot kralj je pravičen, dober vladar in družinski oče.
Čevljarjeva žena: v obupu se odreče otrokom in ne sledi možu pri iskanju boljšega življenja, sramuje se svoje odločitve, iz trpljenja jo reši moževa sreča.

## Motivno - tematske povezave
Glavni motiv pravljice je dobrota, poplačana s pomočjo božje volje. Temu čudežnemu dogodku bi težko našli inačico med slovenskimi ali drugimi pravljicami. Lahko pa iščemo povezave s pravljicami, katerih sporočilo je poplačana dobrota, na kakršenkoli način, praviloma brez božje pomoči. Med te sodita slovenski pravljici  Hvaležni medved (medved se z zibelko hrušk zahvali ženi, ker mu je izdrla  trn) in Pastirček (ker vile, ki ležijo na travniku, zavaruje pred žgočim soncem, v zahvalo dobi krave). Od tujih pravljic pa bi lahko s pravljico Kralj Vrba primerjali pravljico  Siromak in bogataš (Bog potrka na vrata pri bogatašu in želi prenočiti, a ga ta zavrne, revni sosed  pa ga sprejme in v zahvalo mu Bog izpolnil tri želje) bratov Grimm. Z nekaterimi pa je povezava takšna, da junaki, ki so sprva revni, po junaškem dejanju ali dobrem delu ali iznajdljivosti postanejo bogati ali celo kralji. Takšna je na primer pravljica O treh bratih in o treh hčerah: siromašni brati gredo po svetu in kralju, ki je ostal brez hčera, pomagajo odkriti tatiča njegovih jabolk, hkrati pa rešijo hčerke in se na koncu še poročijo z njimi.  Takšni sta tudi pravljici Tri uganke in Pšenica - najlepši cvet, ki prinašata isto zgodbo, le naslov je drugačen. Govorita o tem, kako sin nima srca, da bi po naročilu kralja ubil svojega očeta, ta pa mu pomaga pri reševanju uganke, zaradi česar mladi revež postane kralj.

## Izdaje
- Kontler in Kompoljski, Narodne pravljice iz Prekmurja,  Učiteljski dom, Maribor, 1923 - 1928
- Kristina Brenkova, Slovenske ljudske pripovedi, Mladinska knjiga, Ljubljana, 1970
- Kristina Brenkova, Slovenske ljudske pripovedi, Mladinska knjiga, Ljubljana, 1980
- Kristina Brenkova, Slovenske ljudske pripovedi, Mladinska knjiga, Ljubljana, 1985
- Kristina Brenkova, Slovenske ljudske pripovedi, Mladinska knjiga, Ljubljana, 2006
- Slovenske pravljice, Nova revija, Ljubljana,2002